# Pilea ternifolia
Pilea ternifolia är en nässelväxtart som beskrevs av Hugh Algernon Weddell. Pilea ternifolia ingår i släktet pileor, och familjen nässelväxter. Utöver nominatformen finns också underarten P. t. exmucronata.